# Trond Fausa Aurvåg
Trond Fausa Aurvåg, né le 2 décembre 1972 à Fetsund, est un acteur norvégien. Il est connu pour ses rôles dans Norway of Life et Lilyhammer.

## Biographie
Après avoir commencé des études d'ingénieur, il reçoit un diplôme de l'Académie nationale norvégienne de théâtre en 2001. Il joue depuis au Nye Theater d'Oslo.
Il fait sa première apparition au cinéma en 1997, dans le film Le Messager où il incarne Espen.
En 2006, il joue dans le film Norway of Life (Den brysomme mannen), pour lequel il remporte un prix Amanda.
Il joue le personnage de Torgeir dans la série Lilyhammer.

### Vie privée
Il se marie en août 2014 avec Lena Kristin Ellingsen. Ils ont deux enfants à fin 2016.

## Filmographie
- 2006 : Norway of Life de Jens Lien : Andréas
- 2023 : Oppenheimer de Christopher Nolan : George Kistiakowsky
- 2025 : Greenland: Migration de Ric Roman Waugh